# ۴۸۷ (میلادی)
۴۸۷ (میلادی) چهارصد و هشتاد و هفتمین سال تقویم میلادی است.

## رویدادها

### بر حسب مکان

#### اروپا
شاه اودوآکر لشکری را رهبری می‌کند، تا در مقابل روجی‌ها و نوریسوم‌ها(اتریش امروز) پیروز شود‌.

#### آسیا
- امپراتور کینزو بعد از حکومت کوتاه سه ساله‌اش در ۳۸سالگی می‌میرد.